# Lenguas gelas
Las lenguas gelas son un subgrupo de las lenguas Gela-Guadalcanal formado por dos lenguas: la lengua gela y la lengua lengo.
- Datos: Q12179300